# Ковальски, Маня
Маня Ковальски (нем. Manja Kowalski; род. 25 января 1976, Потсдам) — немецкая гребчиха, выступавшая за сборную Германии по академической гребле в период 1992—2001 годов. Чемпионка летних Олимпийских игр в Сиднее, чемпионка мира, победительница многих регат национального и международного значения.

## Биография
Маня Ковальски родилась 25 января 1976 года в Потсдаме, ГДР. Проходила подготовку в местном гребном клубе «Потсдамер» под руководством тренера Ютты Лау. Тренировалась вместе с сестрой-близнецом Керстин, с которой впоследствии выступала в одном экипаже на протяжении большей части своей спортивной карьеры. Изучала информатику в Высшей прикладной школе Потсдама.
Впервые заявила о себе в гребле в 1992 году, выиграв серебряную медаль в парных четвёрках на чемпионате мира среди юниоров в Монреале. Год спустя на юниорском мировом первенстве в Норвегии в той же дисциплине одержала победу. Ещё через год на аналогичных соревнованиях в Мюнхене стала серебряной призёркой в парных двойках.
В период 1995—1996 годов в составе немецкой национальной сборной принимала участие в молодёжном Кубке наций, где дважды подряд занимала второе место в программе парных четвёрок.
В 1997 году дебютировала на взрослом Кубке мира, в частности в четвёрках получила бронзу на этапе в Люцерне.
В 1999 году в двойках на этапах Кубка мира в Вене и Люцерне взяла золото и серебро соответственно. Стала чемпионкой Германии в парных двойках вместе с Катрин Борон.
Благодаря череде удачных выступлений удостоилась права защищать честь страны на летних Олимпийских играх 2000 года в Сиднее — в составе четырёхместного экипажа, куда также вошли гребчихи Майке Эверс, Мануэла Лутце и её сестра Керстин Ковальски, заняла здесь первое место и тем самым завоевала золотую олимпийскую медаль.
После сиднейской Олимпиады Ковальски ещё в течение некоторого времени оставалась в гребной команде Германии и продолжала принимать участие в крупнейших международных регатах. Так, в 2001 году в парных четвёрках она одержала победу на этапах Кубка мира в Севилье и Мюнхене, а также выиграла чемпионат мира в Люцерне. Два года подряд она становилась чемпионкой Германии в парных четвёрках
В 2002 году приняла решение завершить спортивную карьеру, уступив место в сборной молодым немецким гребчихам.